# Chinuprystyna-dalfoprystyna
Chinuprystyna-dalfoprystyna (kwinuprystyna-dalfoprystyna) – połączenie dwóch półsyntetycznych antybiotyków należących do grupy streptogramin (w stosunku 3 cząsteczki chinuprystyny do 7 cząsteczek dalfoprystyny). Mimo że osobno te związki chemiczne mają działanie bakteriostatyczne, to w połączeniu stają się bakteriobójcze.

## Mechanizm działania
Streptograminy hamują syntezę białek bakteryjnych poprzez łączenie się z podjednostką rybosomalną 50S w pobliżu wejścia do tunelu, przez który wychodzi z rybosomu łańcuch peptydowy. Miejsce wiązania streptogramin B częściowo pokrywa się z miejscem wiązania makrolidów i linkozamidów, przez co podczas powstawania oporności bakterii na któryś z tych antybiotyków powstaje oporność krzyżowa również na pozostałe dwie grupy antybiotyków (oporność typu MLSB).

## Zakres działania
Chinuprystyna-dalfoprystyna działa na:
- Staphylococcus aureus (w tym na szczepy MRSA, VISA)
- Streptococcus pneumoniae (w tym na szczepy PRSP)
- Enterococcus faecium (w tym na szczepy VRE)
- Listeria monocytogenes, Chlamydophila pneumoniae, Bacteroides fragilis, Clostridium perfringens, Neisseria gonorrhoeae, Moraxella catarrhalis, Haemophilus influenzae, Mycoplasma pneumoniae.

Oporne na działanie chinuprystyny-dalfoprystyny są pałeczki Gram-ujemne z rodziny Enterobacteriaceae, Pseudomonas i Enterococcus faecalis.

## Farmakokinetyka
Chinuprystyna-dalfoprystyna wiąże się z albuminami osocza w 55–78%, metabolizowana jest w wątrobie, wydalana jest z kałem (75–77%) i z moczem (ok. 20%). Dobrze wchłania się z przewodu pokarmowego oraz, w przeciwieństwie do naturalnych streptogramin, dobrze rozpuszcza się w wodzie, dlatego może być podawana dożylnie. Dobrze penetruje do wnętrza komórek (dlatego jest skuteczna w zwalczaniu pasożytów wewnątrzkomórkowych), zwłaszcza makrofagów, z których powoli jest uwalniana do krążenia, dzięki czemu okres jej działania poantybiotykowego jest długi.

## Działania niepożądane
Antybiotyki te dają znaczną liczbę działań niepożądanych, dlatego są stosowane jako antybiotyki ostatniej szansy. Mogą hamować metabolizm leków metabolizowanych przez CYP3A4 (izoenzym cytochromu P450), np. zwiększając stężenie cyklosporyny we krwi, co wymaga modyfikacji jej dawki.

## Preparaty
Dostępny w Polsce: Synercid (Monarch Pharmaceuticals Ireland Limited) – proszek do sporządzania roztworu do infuzji 350 mg + 150 mg; 1 fiolka.
W 2022 r. wytwarzanie chinuprystyny-dalfoprystyny zostało zakończone.